# Kasimir I. (Pommern)

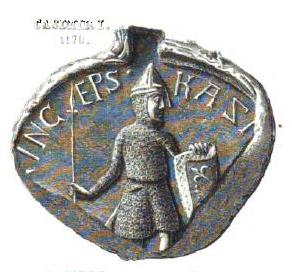
Siegel von Herzog Kasimir I. 1170 – Nachzeichnung F.A. Vossberg 1854

Kasimir I., auch Casimir I., (* nach 1130; † Nov./Dez. 1180) war ein Herzog von Pommern aus dem Greifenhaus.

## Leben
Kasimir war ein Sohn von Herzog Wartislaw I. Nach dem Tode seines Onkels Ratibor I. im Jahre 1155/56 teilte er mit seinem älteren Bruder Bogislaw I. die Herrschaft.
Nach der Niederlage gegen Truppen Heinrichs des Löwen in der Schlacht bei Verchen 1164 wurde er für sein Teilherzogtum (das heutige Vorpommern) dessen Lehnsmann. Kasimir erhielt ein Drittel des Landes Wolgast unter dänischer Hoheit. 1168 nahm er mit Bogislaw I. im Auftrag Heinrichs an der Eroberung Rügens durch die Dänen teil. In diesen Jahren dürfte er Zirzipanien erworben haben.
Kasimir hielt Heinrich die Treue und unternahm 1178 bis 1180 auf dessen Geheiß drei Kriegszüge in die Lausitz und das Land Jüterbog, die dabei schwer verwüstet wurden. In den Besitzungen des Klosters Nienburg im Unterspreewald beispielsweise existierten nach Einfall der Pommern von einstmals 50 Dörfern nur noch sieben Dörfer. Jüterbog wurde erobert und eingeäschert. Nördlich von Jüterbog wurde das im Bau befindliche Kloster Zinna zerstört und dessen Abt erschlagen. Vermutlich war auch askanisches Gebiet verheert worden, denn noch im Spätherbst 1180 erfolgte der Gegenschlag und der brandenburgische Markgraf Otto I. von Brandenburg belagerte die Burg Demmin. Kasimir I. fiel vermutlich bei diesen Kämpfen. Sein Tod ist auch durch eine andere Quelle für Nov./Dez. 1180 bezeugt.
Kasimir war Gründer der Stifte Broda (1170) und Belbuck (vor 1180), wirkte wesentlich an der Gründung des Klosters Dargun mit (1172/74) und gewährte 1176/80 dem nach Kammin verlegten pommerschen Bistum weitreichende Privilegien.

## Familie
Kasimir I. war verheiratet, der Name seiner Ehefrau ist aber unbekannt.
In der älteren Genealogie wurde ein in einer Urkunde aus dem Jahre 1187 genannter Odolaw als Sohn von Kasimir I. angeführt, aber wohl zu Unrecht. Nach einer Angabe des zeitgenössischen Geschichtsschreibers Saxo Grammaticus (* um 1140; † um 1220) ist Kasimir I. kinderlos verstorben.